# Antifoon

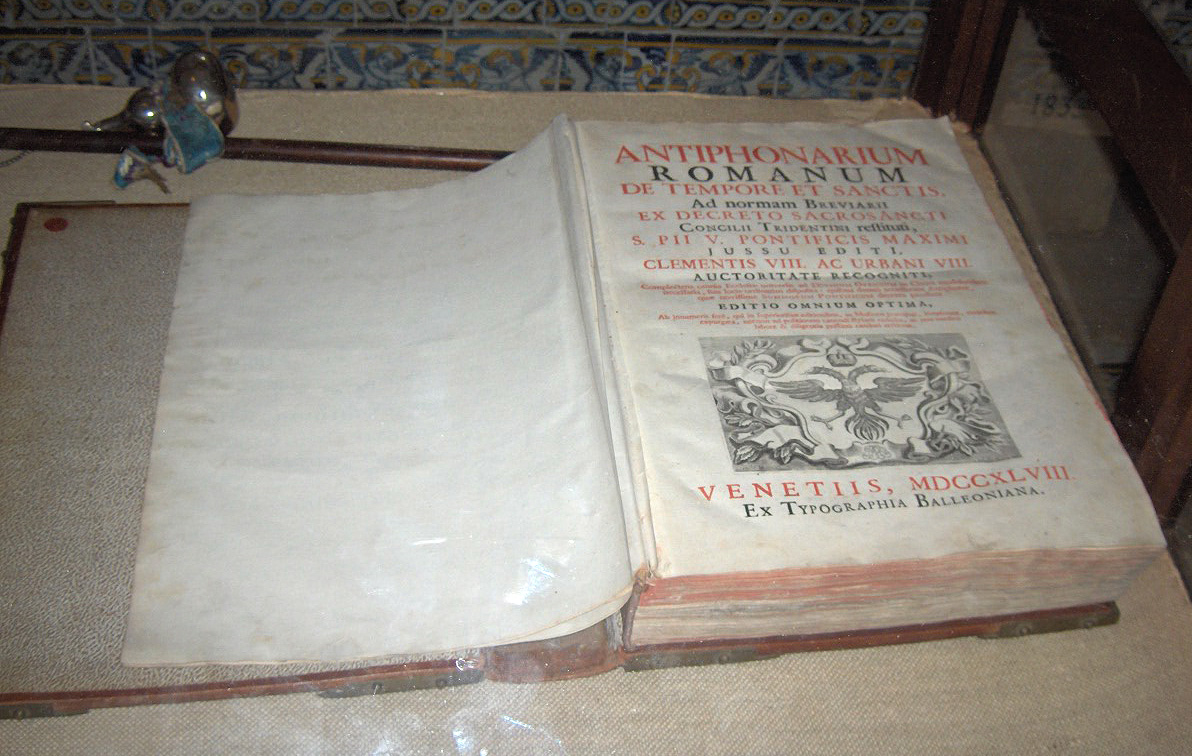
Antifonarium (1748)

Een antifoon of beurtzang (Oudgrieks: ἀντίφωνος, Grieks: ἀντίφωνον) is een vers dat gezongen wordt als inleiding op en ter afsluiting van een psalm tijdens de mis en het getijdengebed. Het woord antifoon is samengesteld uit de Griekse woorden anti, tegen, en phōnē, stem.
Als de helften van een psalmvers of gehele verzen om en om worden uitgesproken of gezongen, noemt men dit antifonaal. In het gregoriaans zingt een voorzanger de eerste woorden van de antifoon, waarna de andere zangers inzetten. Er zijn in de loop der eeuwen vele antifonen gecomponeerd. Een handschrift of muziekuitgave waarin antifonen zijn bijeengebracht, heet een antifonarium of antiphonale. In het laat-vierde-eeuwse reisdagboek Itinerarium Egeriae van de Gallaecische pelgrim Egeria komt men de eerste verwijzing naar de term antifoon tegen. In dit dagboek beschrijft ze verschillende misvieringen waaraan ze tijdens haar pelgrimstocht deelneemt. Een zeer bekend werk is het Antifonarium Tsgrooten (16e eeuw), dat bewaard wordt in de Universiteitsbibliotheek van Gent.
Ook hedendaagse componisten schrijven antifonen. De Nederlandse componist Gert Oost schreef antifonen voor het gehele psalter in de vertaling van Pieter Oussoren op basis van de Geneefse psalmmelodieën. Arvo Pärt maakte composities voor de O-antifonen. Kurt Bikkembergs schreef in opdracht van de Kurt Thomas Cursus in 2008 Antiphone voor gemengd koor. Ook de Belgische componist Ludo Claesen schreef in 2007 een adventscantate, Ero Cras, gebouwd op de zeven O-antifonen, voor gemengd koor, vrouwenkoor, strijkers, althobo, vibrafoon, orgel en recitant.

## Maria-antifonen
Een speciaal soort antifonen zijn de Maria-antifonen. Deze antifonen vormen zelfstandige gezangen, los van de psalmodie. In het getijdengebed worden de completen besloten met een van de vijf antifonen, naargelang het kerkelijk jaar. De vier traditionele Maria-antifonen zijn:
| Maria-antifoon         | van                   | tot             |
| ---------------------- | --------------------- | --------------- |
| Alma Redemptoris Mater | Advent                | Maria-Lichtmis  |
| Ave Regina Caelorum    | Maria-Lichtmis        | Witte Donderdag |
| Regina Caeli           | Pasen                 | Pinksteren      |
| Salve Regina           | Drievuldigheidszondag | Christus Koning |

Buiten de Paastijd kunnen completen ook worden besloten met Sub Tuum Praesidium.
Tijdens de laatste week van de Advent worden in combinatie met het Magnificat de zeven zogeheten O-antifonen gezongen.